# Weegbreemot
De weegbreemot (Pyrausta despicata) is een vlinder uit de familie van de grasmotten (Crambidae). De wetenschappelijke naam van deze soort is voor het eerst voorgesteld als Phalaena despicata door  Giovanni Antonio Scopoli in een publicatie uit 1763. De spanwijdte varieert van 14 tot 21 millimeter.

## Verspreiding
De soort komt in vrijwel het gehele Palearctisch gebied voor (alleen niet in IJsland, Japan en delen van Noord-Afrika).

## Leefwijze
De vliegtijd is van mei tot half september. Per jaar komen twee generatie tot ontwikkeling. De rupsen leven op smalle weegbree (Plantago lanceolata), ruige weegbree (Plantago media) en grote weegbree (Plantago major). Ze kunnen daar in grote groepen aan de basis van de bladeren in een spinsel leven.